# Luigi Pompignoli
Luigi Pompignoli, né en 1814 à Forlì et mort à Florence en 1883, est un peintre néoclassique et romantique italien du XIXe siècle actif à Forlì.

## Biographie
Né à Forlì, Luigi Pompignoli commence ses études en art à l'Académie des beaux-arts de Florence et y étudie de 1838 à 1841. Il travaillait aussi pendant ce temps comme copiste dans les galeries florentines. C'est grâce à cette seconde occupation que son œuvre l'Annunciazione (d'après le Guerchin) a été particulièrement réussie et célèbre. Il a aussi été reconnu comme un bon portraitiste dont son portrait du physicien Maurizio Bufalini (en) en témoigne. Plusieurs de ses œuvres ont été vendues aux enchères dont la vente la plus élevée était celle d'un Mère et Fils vendu pour 3 747 USD en 2009.

## Œuvres
Liste non-exhaustive de ses gravures :
- Madre e figlio, huile sur toile, 68,5 × 55 cm, XIXe siècle, collection privée[2] ;
- Madonna col cardellino, huile sur bois, d'après Raphaël, 108,5 × 78 cm, 1865, collection privée[3] ;
- La Madonna dei Candelabri, huile sur bois, 34,5 × 34,29 cm, 1871, collection privée[4] ;
- Ritratto di una giovane donna artista, huile sur toile, 30,5 × 24 cm, 1873, collection privée[5] ;
- Ritratto di Maurizio Bufalini, aquarelle, 1875, Pinacothèque de Forlì (en)[6],[1] ;
- Mary A. Leavis, huile sur bois, 35,56 × 30,48 cm, 1878, collection privée (auparavant Piazza Santa Croce)[7].